# 주세페 로시
주세페 로시(이탈리아어: Giuseppe Rossi, 1987년 2월 1일, 미국 티넥 ~ )는 미국 태생의 이탈리아의 은퇴한 축구 선수로, 공격수로 활동했다.

## 클럽 경력

### 맨체스터 유나이티드
그는 태어난 곳인 뉴저지주의 클리프턴에서 성장했고, 파르마의 유소년 팀에 들어가게 되면서 이탈리아로 오게 된다. 이후 맨체스터 유나이티드의 제의를 받고 유소년 팀에 들어가게 되었고, 주로 리저브 경기에 출장하였다. 그리고 1년 후 1군에 합류하여 선덜랜드와의 경기에서 데뷔골을 터뜨린다.
2006-07 시즌, 좀 더 많은 경기 출장을 위해 뉴캐슬 유나이티드로 임대를 떠난다. 뉴캐슬에서 1골을 득점하고 복귀한 그는 친정팀인 파르마로 다시 임대를 떠난다. 그는 19경기에서 9골을 기록하여 파르마가 강등을 피하는 데 큰 기여를 하게 되었다.

### 비야레알
2007년 7월 31일 스페인의 비야레알로 이적하였고, 8월 31일 발렌시아와의 경기에서 데뷔하여 골을 기록하였다. 그는 이 시즌 37경기에서 13골을 기록하는 좋은 모습을 보였고, 비야레알과 2016년까지 계약을 연장하였다.
2010-11 시즌, 컵 경기 포함 56경기에 출전하여 32골을 기록하는 대활약을 선보였으나, 2011년 10월 레알 마드리드와의 경기에서 십자인대 부상을 당해 6개월간 경기에 나설 수 없게 되었고 부상복귀를 앞두고 다시 십자인대 부상을 당해 10개월간 경기에 나서지 못하게 되었다.

### ACF 피오렌티나
2013년 1월 7일 비야레알을 떠나 세리에 A의 ACF 피오렌티나로 이적했다.

## 국가대표팀 경력
그는 이탈리아 U-16 대표팀을 시작으로 이탈리아의 청소년 대표팀을 차례로 거쳤고, 2008년 하계 올림픽 대표로 뛰며 6골을 득점하여 골든 부츠를 수상하게 된다.
미국 시민권을 가지고 있기 때문에 2006년 FIFA 월드컵을 앞두고 미국 대표팀의 제의를 받기도 했으나 거절하였고, 2008년 이탈리아 대표로 발탁된다. 2009년 6월 9일에 열린 북아일랜드와의 경기에서 첫 골을 기록했고, 2009년 FIFA 컨페더레이션스컵에서의 활약으로 2010년 FIFA 월드컵 예비명단에 들게 되지만 최종명단에는 들지 못했다.

## 수상
개인
- 2008년 하계 올림픽 득점왕